# Žďár nad Sázavou
Žďár nad Sázavou [ˈʒɟaːr ˈnat saːzavou̯] es una ciudad checa situada en la región de Vysočina, Bohemia. Cuenta con 22 000 habitantes, y es capital del distrito homónimo. En la ciudad se encuentra una Iglesia de peregrinación de San Juan Nepomuceno - obra maestra de Jan Santini Aichel y sitio del Patrimonio de la Humanidad. El río Sázava atraviesa Žďár, de ahí su nombre. De Žďár viene entre otros Martina Sáblíková - una campeona mundial de patinaje de velocidad.
- Datos: Q394453
- Multimedia: Žďár nad Sázavou / Q394453